# Cal Cisteller (la Cellera de Ter)
Cal Cisteller és una casa de la Cellera de Ter (Selva) inclosa a l'Inventari del Patrimoni Arquitectònic de Catalunya.

## Descripció
Es tracta d'un immoble que consta de planta baixa i dos pisos superiors, situat entre mitgeres i cobert amb una teulada a dues aigües de vessants a façana i amb un ràfec d'una filera de rajola en punta de diamant. Està ubicat al costat dret del carrer d'Amunt.
La planta baixa contempla tres obertures de similar tipologia, és a dir: rectangulars i amb emmarcament de rajol. Difereixen únicament tant en les funcions com en la mida, ja que l'obertura central actua com a portal d'accés, mentre que les dues obertures que el flanquejen - una per banda- funcionen com a finestres.
El primer i segon pis han estat resolts partint del mateix plantejament formal, que consisteix en disposar tres obertures rectangulars per pis i emmarcades per pedra. A l'igual que en el cas de la planta baixa, l'únic que els diferencia i distingeix és la mida i la funcionalitat. Així les del primer pis són sensiblament majors i les tres són projectades com a balconades amb les seves respectives baranes de ferro forjat. D'aquestes tres, destaca especialment la central, sobretot per la seva barana de ferro més elaborada en comparació amb les altres que són molt més austeres i discretes. Mentre que les del segon pis són menors. Sobretot les dues obertures laterals, projectades com a finestres, que flanquejen la balconada central equipada amb la seva pertinent barana de ferro forjat.
A simple vista s'observa un impacte visual i estètic enorme entre el que seria la zona inferior i la superior. I és que la zona inferior, materialitzada en la planta baixa, és d'obra vista, ja que ha estat completament repicada, deixant a la vista, com molt bé diu el seu nom, la matèria primera, és a dir els còdols de riu sense desbastar. Mentre que en la zona superior, concretada en el primer i segon pis, s'ha optat per un procediment completament contrari, però que tanmateix és la solució correcta i acertada per les cases austeres, que consistia en arrebossar i pintar la façana com a mesura d'aïllament i protecció. Ja que la modalitat de l'obra vista, és això simplement una moda. Aquestes cases estaven projectades per a ser arrebossades i no deixar la pedra repicada.

## Història
A principis del segle xx, aquest immoble va servir d'escenari per a diversos serveis administratius: des de l'Ajuntament, el qual es va mantenir en aquest edifici fins al 1915, any en el qual es va traslladar a un edifici de la Plaça de la Vila. Passant per les dependències del jutjat i fns arribar a ser la seu del Sindicat agrícola de Sant Isidre.